# Eugénie Duval
Eugénie Duval (Évreux, Eure, 3 de maig de 1993) és una ciclista francesa, professional des del 2015 i actualment a l'equip FDJ-Nouvelle Aquitaine-Futuroscope. Combina la carretera amb el ciclisme en pista.

## Palmarès en ruta
- 2017
  - 1a al Clàssic femení de Vienne Poitou-Charentes

## Palmarès en pista
- 2016
  -  Campiona de França de Persecució per equips